# Federazione calcistica dell'Arabia Saudita
La Federazione calcistica dell'Arabia Saudita (in arabo الاتحاد السعودي لكرة القدم‎?, in inglese: Saudi Arabian Football Federation, acronimo SAFF) è l'organo che governa il calcio nell'Arabia Saudita.
Pone sotto la propria egida il campionato e la nazionale saudita. Fondata nel 1956 da Abd Allah bin Faysal Al Sa'ud, si affiliò nello stesso anno alla FIFA e nel 1972 all'AFC

## Cronotassi dei presidenti
- Abd Allah bin Faysal Al Sa'ud (1956 - 1971)
- Fayṣal bin Fahd Āl Saʿūd (1971 - 1999)
- Sultan bin Fahd Al Sa'ud (1999 - 2011)
- Nawaf bin Faysal Al Sa'ud (2011 - 2014)
- Ahmad Eid Al Harbi (2014 - 2016)
- Adel bin Mohammad Ezzat (2016 - 2018)
- Kosay Abdulaziz AlFawaz (2018 - 2019)
- Yasser Al Misehal (2019 - in carica)